# 천국의 아이들 (1945년 영화)
《천국의 아이들》(프랑스어:  Les Enfants Du Paradis, 영어: Children of Paradise)은 마르셀 카르네 감독의 1945년 프랑스 영화이다. 대한민국에는 《천정좌석의 사람들》, 《인생유전》이라는 제목으로도 소개되었다.

## 줄거리
1840년대의 파리. 레저와 범죄의 거리. 팬터마임 극장의 피에로(바로오)는 여예인(女藝人：아를레티)을 좋아하는데, 내성적이기 때문에 말문을 열 수가 없다. 바람둥이 여자 연기자는 호색가(好色家)인 주역배우(피에르 브랏수르)와 동침하는데, 고집이 세고 사람을 사람으로 생각지 않는 건방진 사나이에게 환멸을 느끼고, 돈많은 백작과 가까이하게 된다. 보잘것 없는 대서인(代書人：마르셀 엘랑)은 남색가(男色家)였으므로 여자로서가 아니라 여예인(女藝人)의 파트너인 체하면서 피에로와 여자 연기자 사이를 중개(仲介)하고, 아니꼬운 백작을 미워하는 나머지 두 사람의 현장을 보인 뒤에 터키탕에서 백작을 살해한다. 팬터마임 극장 주인의 딸(마리아 카자레스)은 피에로를 연모하다가 결혼하여 아이까지 낳았으나 여행에서 돌아온 여자 연기자는 피에로와 다시 만나 하루밤을 지낸다. 그러나 피에로는 행복은 가정과 아내에게 있음을 깨닫고 떠나 버린다.

## 개요
카르네는 형(型)으로서의 인물을 늘어 놓으면서 그 한 사람 한 사람을 산 사람으로서 살리고 폭 넓게 울고 웃기는 인간 희극을 전개한다. 천정좌석(天井座席)의 사람들이란 연극을 좋아한다는 뜻인데, 대부분의 프랑스 사람들이 연극을 좋아하기 때문에 프랑스인의 인생을 인생희극으로 빗댄 영화라고 간주하더라도 큰 잘못은 없을 것이다. 배우가 멋지게 벌이는 연출은 3시간 반에 걸치는 상영(上映)으로서 나타나는데, 관객들은 이 긴 관람시간에도 지루함을 느끼지 않게 된다.

## 등장 인물
- 아레티 (Arletty) - 가렌스
- 장 루이스 베랄트 (Jean-Louis Barrault) - 밥티스트 데브르